# 竹内力
竹内 力（たけうち りき、1964年〈昭和39年〉1月4日 - ）は、日本の俳優・タレント・歌手・映画プロデューサー・YouTuber。RIKIプロジェクト所属。大分県佐伯市出身。本名の読みは「たけうち ちから」。愛称は「力さん」、「力ちゃん」。

## 経歴

### 銀行員時代
父は家具職人だった。大分県立佐伯豊南高等学校卒業。高校時代はサッカー部に所属。
高校卒業後、高校の恩師の勧めで、大阪に出て三和銀行淡路支店（現・三菱UFJ銀行淡路支店）に勤務する銀行員となった。銀行員時代に習得した札勘定の技術が彼の代表作『難波金融伝・ミナミの帝王』で大いに役立ったと語っている。髪型は高校時代からリーゼントをしており、銀行員時代も社風を無視してリーゼントで通した。にもかかわらず営業成績は、定期預金の契約件数が全国1位の好成績だった。「銀行に限った話じゃないが、リーゼントでも結果を出せば文句を言われない」と後年に語っている。会社勤めは性分に合わず約2年後に退職して一旦九州に帰り、高校時代の先輩を頼り銀行員時代に貯めた30万円をもってバイクで上京。ライブハウスでウェイターのアルバイトをしていたとき芸能事務所にスカウトされた。

### 俳優に転身

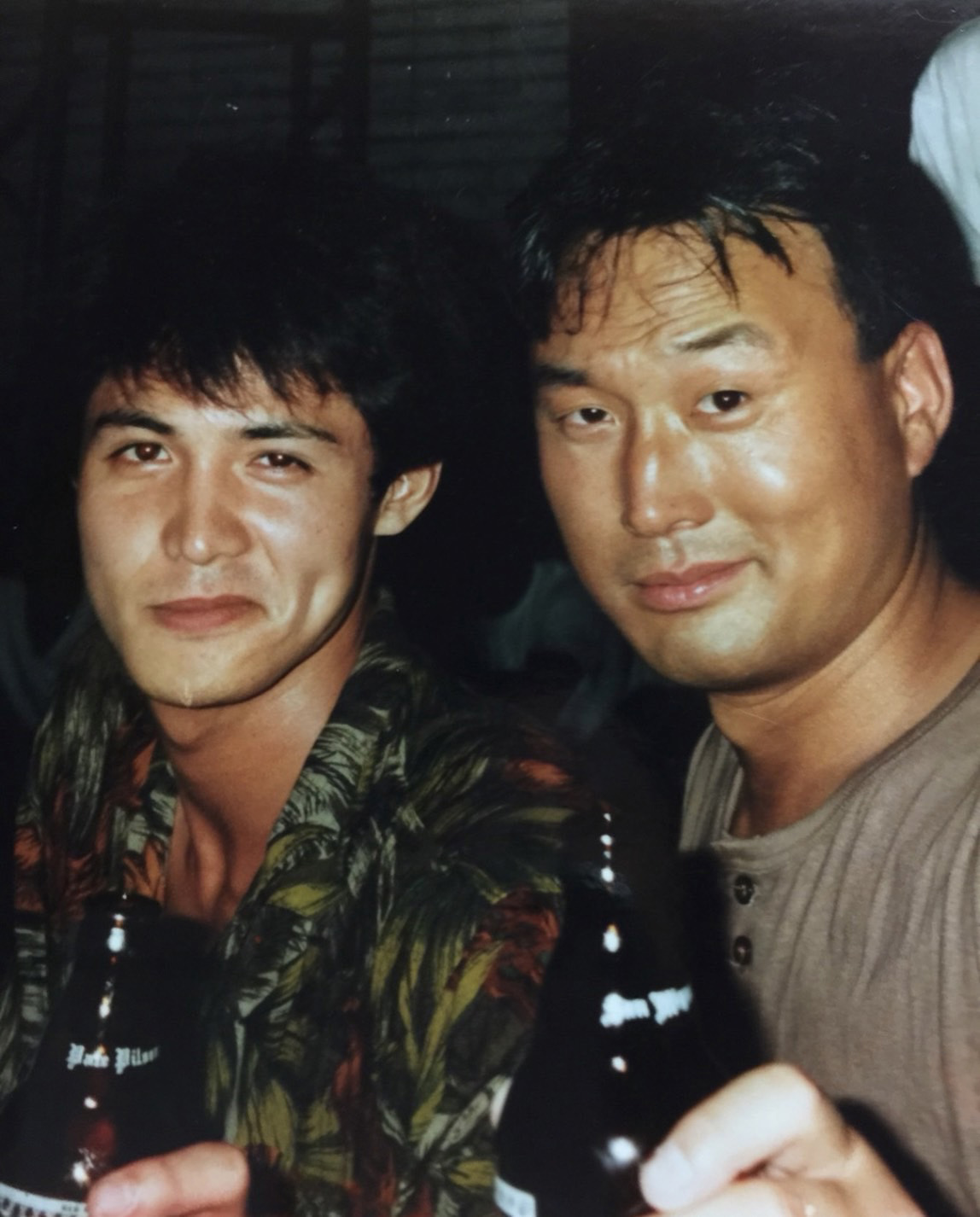
若き日の竹内力 (左)。右は映画制作事業家の松下順一（1991年）

1986年、大林宣彦監督の青春映画『彼のオートバイ、彼女の島』でデビュー。端正な容貌から、ドラマでは御曹司や好青年役を演じることも多くなる。しかし自身の性格とは正反対の芝居のため気持ちに無理が生じ、その後は自分の素を活かせるアウトローな役を自ら希望した。それと共にファッションもヤクザ風となり、主にビデオ映画(オリジナルビデオ)の俳優に定着した。
1989年のVシネマ第1作『クライムハンタ－ 怒りの銃弾』（主演：世良公則）をはじめ、『難波金融伝・ミナミの帝王』や『仁義』など多くの出演作で人気を博し、いつしか「Vシネマの帝王」と呼ばれるようになった。2000年代後半からは再び、テレビドラマや一般映画作品にも出演するようになっている。1997年、映像製作会社「RIKIプロジェクト」を設立。2007年、「双子の弟・RIKI（本人による演出）」を総合プロデュース。楽曲「魁! ミッドナイト」をリリースする（詳細は後述の#RIKI 名義を参照）。洋画やアニメなどの声優・吹き替えにも進出。特に2024年の米国SF映画『猿の惑星/キングダム』で評価され、日本語吹き替え版の売り上げ向上に貢献した。

## 人物・エピソード
- 普通自動車免許、大型自動車免許、大型自動二輪車免許を所持している。
- 特技はアクション、札勘定。
- 以前は喫煙者だったが、現在は禁煙している。
- 私生活では、2000年に16歳年下の飲食店従業員の女性と結婚し子供も生まれた。2006年1月19日に離婚。それから4年後の2010年11月に一般女性と再婚した[9]。
- 『難波金融伝・ミナミの帝王』などVシネマで多くのヒット作に出演し、哀川翔と共に「Vシネマの帝王」と呼ばれた。1998年にはVシネマ27本に出演し、年収は2億円を超えた。
- 『難波金融伝・ミナミの帝王』の萬田銀次郎が当たり役となったため、近畿圏に行くと、「銀ちゃん」と声をかけられることも多いと語っている。ただ、竹内自身は数年の大阪在住経験はあるものの、大分県出身で関西弁は話せなかったため、シリーズ初期は苦労したとのこと。
- 自身がデザインをするファッションブランド「RIKI TAKEUCHI」を持っている。映画にも使用するスーツをメインとしたファッションブランドである。

## 出演

### 映画
- 彼のオートバイ、彼女の島（1986年、東宝） - 橋本巧（コオ）
- キャバレー（1986年、東宝） - 相場六助
- 野ゆき山ゆき海べゆき（1986年、東宝） - 川北先生
- 極道の妻たち（1986年、東映） - 朋竜会杉田組組員 花田太市
- 湘南爆走族（実写映画）（1987年、東映） - 城崎挺士
- 極道の妻たちII（1987年、東映） - 四代目重宗組構成員 東山貞次（サダ）
- 「さよなら」の女たち（1987年、東宝） - 石橋宏幸
- 日本殉情伝 おかしなふたり ものくるほしきひとびとの群（1988年、アートリンクス） - 主演・山倉修
- 異人たちとの夏（1988年、松竹）※劇中のビデオシーンのみの出演
- ころがし涼太 激突!モンスターバス （1988年、シネ・ロッポニカ、日活） - 主演・涼太
- YAWARA!（実写映画）（1989年、東宝） - 風祭進之介
- 彼女が水着にきがえたら（1989年、東宝） - 浦野
- 十六歳のマリンブルー（1990年、パル企画） - 沖中浩
- ボクが病気になった理由（1990年、アルゴプロジェクト） - 刈谷投手
- びんばりハイスクール（1990年、東映クラシックフィルム） - 高尾史馬
- 乙女物語 お嬢様危機イッパツ！（1990年、バンダイ） - 穂高のアッシー君
- カレンダー if just now（1991年、東映クラシックフィルム） - 石田孝昭
- ツルモク独身寮（実写映画）（1991年、アスミック） - 杉本京介
- 撃てばかげろう（1991年、東映） - 村田秀人
- JINGI 仁義（1991年、東映） - W主演・八崎義郎
- 難波金融伝・ミナミの帝王シリーズ（1993年、ヒーロー） - 主演・萬田銀次郎
- NOBODY（1994年、ヒーロー） - 南部猛
- 極道戦国志 不動（1996年、ギャガ・コミュニケーションズ） - 神戸夜叉組五代目組長 能間大元
- なにわ忠臣蔵（1997年、松竹） - 浅野組組長 浅野
- 極道の妻たち 決着（1998年、東映） - 井手組秋葉組組長 秋葉吟二
- SADA〜戯作・阿部定の生涯（1998年、松竹） - ふり返る青年将校
- 大怪獣東京に現わる（1998年、松竹） - 百太郎（神様）
- チャカ LONELY HITMAN（1998年、ビジョン・スギモト） - 主演・島修
- BLOOD 狼血（1999年、日活） - 主演・城崎拓也（中条拓也）
- THE YAKUZA 炎の復讐（1999年、チーム・オクヤマ） - 主演・鹿沼
- 制覇（1999年、大映） - 主演・都城組若頭 都城勇地
- 鉄〜平成侠客伝〜（1999年、ギャガ・コミュニケーションズ） - 主演・制覇鉄
- 報復 REVENGE 劇場版（1999年5月14日公開、大映） - 主演・制覇月本周治
- CHAKA チャカ2（1999年、ビジョン・スギモト） - 制覇島修[10]
- 凶犯（1999年、ビジョン・スギモト） - 宇東
- DEAD OR ALIVE 犯罪者（1999年、大映） - 主演・本上龍一
- 平成刺客伝 鉄（1999年、ギャガ・コミュニケーションズ） - 主演・鉄
- 極道血風録 無頼の紋章（2000年、大映） - 立花薫
- DEAD OR ALIVE 2 逃亡者（2000年、大映） - 主演・シュウ
- strain ストレイン（2001年、ミュージアム） - KUSAKAグループ総帥 日下俊一郎
- マヌケ先生（2001年、ミュージアム） - 馬場九八郎
- 岸和田少年愚連隊 カオルちゃん最強伝説（2001年、セディックインターナショナル） - 主演・村山カオル
- RUSH! ラッシュ（2001年、スローラーナー） - マチキン
- DEAD OR ALIVE FINAL（2002年、大映） - 主演・ホンダ
- 実録・安藤昇俠道伝 烈火（2002年、東映ビデオ） - 主演・国定新
- バトル・ロワイアルII 鎮魂歌（2003年、東映） - 教師RIKI
- 地球で最後のふたり（2003年、クロックワークス） - Takashi
- 人斬り銀次（2003年、日活） - 主演・曾根崎銀次
- 行動隊長伝 血盟（2003年、ケイエスエス） - 主演・鬼道会 行動隊長 御木本靖成
- 新・日本の首領 （2004年、シネマパラダイス） - 古田組若頭 三塚文義
- 新・影の軍団 第五章 服部半蔵 VS 陰陽師（2004年、シネマパラダイス） - 陰陽師 赤牛丸
  - 新・影の軍団 最終章 服部半蔵最期の戦い（2004年、シネマパラダイス） - 赤牛丸
- 真夜中の弥次さん喜多さん（2005年、アスミック・エース） - 木村笑之新
- 捨て犬（2005年、RIKIプロジェクト） - 古田組若頭神崎 ※製作総指揮
- 幻覚（2005年、RIKIプロジェクト） - 瀬島（タツヤの兄貴分） ※製作総指揮
- スケバン刑事 コードネーム=麻宮サキ（2006年、東映） - 吉良和俊
- 公安警察捜査官（2006年、アートポート） - 古田組若頭 狩場健
- 大日本人（2007年、松竹） - 跳ルノ獣
- 大帝の剣（2007年、東映） - 破顔坊
- The焼肉ムービー プルコギ（2007年、ファントム・フィルム） - ヤキニクバトルロワイヤル 司会
- LOVEDEATH（2007年、デスペラード） - コウちゃん
- ひゃくはち（2008年、ファントム・フィルム） - サンダー
- ICHI（2008年、ワーナー・ブラザース映画） - 「万鬼党」ナンバー2 伊蔵
- 釣りバカ日誌19 ようこそ!鈴木建設御一行様（2008年、松竹） - 河井康平
- 次郎長三国志（2008年、角川映画） - 三馬政
- 激情版エリートヤンキー三郎（2009年、東映） - 久能徳次郎（少年課刑事）
- ごくせん THE MOVIE（2009年、東宝） - 鮫島剛
- 赦免花（2012年、nktエンターティメント） - 速水京之介
- テルマエ・ロマエ（2012年、東宝） - 館野
- バトル・オブ・ヒロミくん! 〜The High School SAMURAI BOY〜（2013年、RIKIプロジェクト） - 主演・白鳥ヒロミ ※製作総指揮
- ゴッドタン キス我慢選手権 THE MOVIE（2013年、東宝映像事業部） - レッド将軍
- TOKYO TRIBE（2014年、日活） - ブッパ
- 銀の匙 Silver Spoon（2014年、東宝） - 御影豪志
- テルマエ・ロマエII（2014年4月26日公開、東宝） - 館野
- ガキ☆ロック（2014年、株式会社全力エージェシー） - 後藤田
- ヒロイン失格（2015年、ワーナー・ブラザース映画） - 学食のオヤジ
- 柳生十兵衛 世直し旅（2015年） - 白河藩剣術師範 本条修理
- 3D彼女 リアルガール（2018年、ワーナー・ブラザース映画） - 筒井充[11]
- 僕と彼女とラリーと（2021年） - 宮本武蔵

### テレビドラマ
- スタア誕生 （1985年、フジテレビ）
- 赤かぶ検事奮戦記IV（1985年11月15日 - 1986年1月31日、朝日放送） - 水野鉄太郎刑事
- ヤヌスの鏡（1985年12月4日 - 1986年4月16日、フジテレビ） - 竹中明夫
- セーラー服通り（1986年1月10日 - 3月28日、TBS） - 沖田
- 大人になるまでガマンする（1986年4月11日 - 5月16日、TBS）
- NHKファミリードラマ「ジェニーがやってきた」（1986年9月5日 - 12月5日、NHK） - 星光
- このこ誰の子?（1986年10月22日 - 1987年3月25日、フジテレビ） - 浜修一
- 毎度おさわがせしますIII（1987年1月27日-5月26日、TBS） - 正也
- あぶない刑事 第38話 独断（1987年6月28日、日本テレビ） - 長谷川瞬
- 銀河テレビ小説 しあわせ志願（1988年4月4日-4月21日、NHK） - 湯川邦夫
- 愛されたい妻たち（1988年3月17日、よみうりテレビ） - 家庭教師
- ドラマ23「悪女聖書」（1988年8月8日- 8月18日、TBS）
- ママハハ・ブギ（1989年7月3日- 9月19日、TBS） - 真一
- 裸の大将 （関西テレビ / 東阪企画)
  - 第32話「清の雪ん子ドサン娘物語」（1989年3月26日） - 田島哲也
  - 第43話「清がサーカスにやってきた」（1990年10月7日） - 井手政一
- 青春オーロラ・スピン スワンの涙（1989年4月10日-9月25日、フジテレビ） - 藤沢稔
- 炎の旅路（1990年1月4日-3月30日、東海テレビ） - 小泉亮
- マダム・りん子の事件帖（1991年1月9日-3月20日、NHK） - 駒田浩容
- 映画みたいな恋したい「ハワード・ザ・ダック（1991年2月9日、テレビ東京） - 主演
- 天までとどけ（1991年3月4日-5月24日、TBS） - 正木恭介
- 世にも奇妙な物語 第2シリーズ「コインランドリー」（1991年3月7日、フジテレビ） - 中沢稔
- 101回目のプロポーズ（1991年7月1日- 9月16日、フジテレビ） - 沢村尚人
- 月曜サスペンスシリーズ（関西テレビ）
  - 阿刀田高サスペンス 趣味を持つ女（1990年7月9日）
  - 六つの離婚サスペンス 映子の選択（1992年3月16日）
  - 愛と疑惑のサスペンス 二度目のウェディング・ベル（1994年1月31日）
- 眠れない夜をかぞえて（1992年4月16日-6月25日、TBS） - 林憲孝
- まったナシ!（1992年7月4日-9月26日、日本テレビ） - 工藤康晴
- 君のためにできること（1992年7月6日-9月20日、フジテレビ） - 水島啓一朗
- さっきまでパパがいた（1992年11月2日、テレビ朝日） - 高梨信一
- 風林火山（1992年12月31日、日本テレビ） - 織田信長
- 牟田刑事官事件ファイル「横浜 - 九州唐津殺意の縦断ルート!殺人者Mの野望…」（1993年4月3日、テレビ朝日） - 戸塚警部
- 荒木又右衛門 決闘鍵屋の辻（1993年3月23日、日本テレビ） - 河合又五郎
- 課長サンの厄年（1993年7月4日-10月3日、TBS） - 神保正和
- 火曜サスペンス劇場 夜の事情（1994年1月25日、日本テレビ） - 中谷刑事
- ドラマシティー'93 花嫁の憂うつ（1994年1月14日、読売テレビ）
- スチュワーデスの恋人（1994年4月12日-6月21日、TBS）
- オトコの居場所（1994年7月3日-9月25日、TBS） - 池沢貴一郎
- 一日三回食後に服用 よひんびん物語（1995年10月28日、NHK）
- 美女三姉妹温泉芸者行く!1「那須なみだ雪殺人事件」（1995年2月24日、フジテレビ、金曜エンタテイメント） -  田代雄介
- 駅弁探偵殺人事件2 秋の旅情サスペンス 駅弁探偵連続殺人「お立ち台ギャルとブルセラ女子高生の秘密」「殺意の上信越湯けむり旅 宝川温泉一峠の釜めし一妙高・池の平」（1995年9月16日、朝日放送、土曜ワイド劇場） - 二階堂健人
- 三毛猫ホームズの黄昏ホテル（1998年2月21日、テレビ朝日） - 石津刑事
- あんみつ姫2（2009年1月11日、フジテレビ） - 我滅猪生
- 陽炎の辻〜居眠り磐音 江戸双紙〜3（2009年4月18日-8月8日、NHK） - 雑賀泰造
- 全開ガール（2011年7月11日 - 9月19日、フジテレビ） - 花村仁
- スペシャルドラマ 必殺仕事人2013（2013年2月17日、朝日放送） - 玄幽
- 2夜連続スペシャルドラマ 女信長（2013年4月5日・6日、フジテレビ） - 武田信玄
- みんな!エスパーだよ!（2013年4月12日 - 7月5日、テレビ東京 他） - 西郷隆盛 ※特別出演
- 極悪がんぼ（2014年4月14日 - 6月23日、フジテレビ） - 夏目大作
- ああ、ラブホテル 第4話（2015年2月22日、WOWOW） - ラブホテルのオーナー
- 釣りバカ日誌 〜新入社員 浜崎伝助〜 伊勢志摩で大漁！初めての出張編（2017年1月2日、テレビ東京系列） - スーツの男
- 闇の法執行人（2017年6月10日、9月2日、全6話、J:COMプレミアチャンネル） - 主演・龍崎剛 / 原案・製作総指揮[12]
- 大馬鹿代（おおばかよ）（2017年06月11日、J:COMプレミアチャンネル） - 主演・大馬鹿代（原案・製作総指揮）[12]
- 黒書院の六兵衛（2018年7月22日- 8月26日、WOWOW） - 西郷隆盛
- 甘美王～麗しのエンジェル・キッス～（2022年3月5日、テレビ愛知・テレビ東京） - 主演・甘露寺猛彦[13]
- かっこいいスキヤキ（2023年3月18日、テレビ東京） - 主演・ジェームス本郷

### 配信ドラマ
- 欲望の街（U-NEXT、2023年） - 主演・鮫島竜士
  - 欲望の街 No.1 報復への道（2023年7月26日）
  - 欲望の街 No.2 闇のフィクサー（2023年8月2日）
  - 欲望の街 No.3 ミナミの蜥蜴 （2023年12月22日）
  - 欲望の街 No.4 非道なSNS闇金 （2023年12月22日）
  - 欲望の街 No.5 漂う道頓堀キッズ（2024年8月9日）
  - 欲望の街 No.6 男姐の仁義（2024年10月25日）
  - 欲望の街 No.7 運び屋という名の闇バイト（2025年2月28日）
  - 欲望の街 No.8 裏金なる正義（2025年4月25日）
  - 欲望の街 No.9 奪われたマイナンバー（2025年8月9日）

### Vシネマ
- クライムハンター 怒りの銃弾（1989年） - アヒル
  - クライムハンター3 皆殺しの銃弾（1990年） - リキ
- ブローバック 真夜中のギャングたち（1990年） - 主演・ジョー
- テクニカル・ヴァージン（1990年12月7日、にっかつ） - 真平
- セーラー服TATTOO（1991年） - 剛志（ルポライター）
- ダブルアクション.45（1993年） - 久我刑事
- プロミスリング 〜鹿島アントラーズ物語〜（1993年） - エイジ
- 「難波金融伝・ミナミの帝王」シリーズ（1992年 - 2007年、全64作品） - 主演・萬田銀次郎
- サーキットの狼II モデナの剣（1994年）全2作 - 主演・剣
  - サーキットの狼II モデナの剣 ACT.1（1994年9月23日）
  - サーキットの狼II モデナの剣 ACT.2（1994年10月23日）
- 「仁義」シリーズ（1994年 - 2007年（第50章で一旦最終章）[14]、2009年 - 2012年）全53作 - 主演・神林仁[15]
- パチンコ無宿（1995年1月20日） - 主演・ダンちゃん 役
  - パチンコ無宿2 港の勝負師 弾次郎（1995年10月20日） - 主演・ダンちゃん 役
- 日本極道史シリーズ
  - GANGSTER 東京魔悲夜 外伝1,外伝2（1996年・1997年） - 主演・矢吹銀也
  - 傷だらけの仁義（2000年）- 主演・藤堂組若頭 菊地龍次
- 獣の領分1,2（1996年、Softgarage）- 主演・祐二（ヒットマン）
- ピイナッツ -落華星-（1996年） - 主演・落合京太郎
- 平成残侠伝 シリーズ（1996年 - 1999年、東映ビデオ） 
  - 平成残侠伝 ぶった斬れ！（1996年7月12日）- 主演・花田
  - 平成残侠伝 外道は殺(と)れ!（1997年2月14日）- 主演・高根沢
  - 平成残侠伝 狼が斬る!（1998年3月13日）- 主演・榊英男
  - 平成残侠伝 獅子が哭く!（1998年8月7日）- 主演・秋葉吾郎
  - 平成残侠伝 血刃(ドス)が吼(ほえ)る!（1998年11月13日）- 主演・風間辰男
  - 平成残侠伝 血闘（1999年5月14日） - 主演
- ハードボイルド（1997年） - 主演・バス運転手 桐生辰夫
- 炎 極道地獄変（1997年） - 主演・沢村龍
- 俺の空 刑事編 シリーズ（1998年） - 主演・安田一平
- 報復 RETALIATION（1998年、宮坂武志監督） - 主演・戸塚署捜査一課警官 瀬波（悪徳警官）
- 外道（1998年） - 捜査二課 刑事 ※友情出演
- 裏警察BOX[私書箱]39 シリーズ（1998年） - 主演・伊沢
  - 裏警察BOX[私書箱]39 FILE:医療ミス（1998年）
  - 裏警察BOX[私書箱]39 FILE2:危険な主婦たち（1998年）
  - 裏警察BOX[私書箱]39 FILE3:裏ビデオの女（1998年）
- あばれブン屋（1998年） - 松宮
- 現金狩り 最終出口（1999年10月15日） - 主演・和田
- 熱血! 二代目商店街（1999年12月22日、日活）全2作 - 主演・正木真司（魚屋）
- 侠道(おとこみち) シリーズ（2000年5月 - 2001年7月）全6作 - 主演・滝澤昇
- 実録・最後の総会屋（2001年8月21日、GPミュージアムソフト） - 主演・大原龍士
- 全国制覇テキ屋魂（2001年・2022年、東映ビデオ）全2作 - 主演・テキ屋一家桜竜 竜神冠司
  - 全国制覇テキ屋魂（2001年11月9日）
  - 全国制覇テキ屋魂 第二幕 鰯神社と恋吹雪（2002年1月11日）
- 残侠伝説 覇王道（2002年、タキ・コーポレーション） - 花村（ヒットマン）
- 「岸和田少年愚連隊 カオルちゃん最強伝説」シリーズ（2001年 - 2007年）全7作 - 主演・村山カオル
- 示談屋 竜次（2002年）- 主演・佐々木竜次
- 実録・柳川組 シリーズ（2002年7月）全3作 - 主演・柳川次郎
  - 実録・柳川組 大阪戦争百人斬り（2002年7月）
  - 実録・柳川組2 西日本征圧 -報復-（2002年10月）
  - 実録・柳川組3 柳川次郎伝説 -完結-（2003年3月28日）
- 実録・青森抗争（2002年11月25日、GPミュージアムソフト） - 主演・稲原会大倉組組長 大倉健一郎
- 無間地獄 凶悪金融道1,2（2003年1月10日 - 東映ビデオ） - 主演・富樫組若頭 桐生保
- 新・広島やくざ戦争 武闘派列伝 伝説の広島極道 山上功治の生涯（2002年、GPミュージアム） - 村西組組員 村西正春(サンジの実子)
- 鬼哭KIKOKU（2003年2月25日、安藤章第1回プロデュース作品、三池崇史監督）- 主演・伊達一家武藤組 国分誠治
- 極道甲子園（2004年2月25日、RIKIプロジェクト） - 主演・滝本（極道ドラフト会議エージェント） ※製作総指揮
- 「MURAMASA ムラマサ」シリーズ（2004年5月 - 2007年2月、松竹） - 主演・柳生剣吾/柳生十兵衛 / 全12作製作総指揮
  - MURAMASA ムラマサ 一ノ章 覚醒（2004年5月）
  - MURAMASA ムラマサ ニノ章 言霊（2004年8月）
  - MURAMASA ムラマサ 三ノ章 傀儡（2005年5月）
  - MURAMASA ムラマサ 四ノ章 鴉（2005年7月）
  - MURAMASA ムラマサ 五ノ章 羅刹（2005年11月）
  - MURAMASA ムラマサ 六ノ章 黄龍（2006年1月）
  - MURAMASA ムラマサ 七ノ章 大蛇（2006年4月）
  - MURAMASA ムラマサ 八ノ章 月黄泉（2006年6月）
  - MURAMASA ムラマサ 九ノ章 星黄泉（2006年8月）
  - MURAMASA ムラマサ 十ノ章 沓黄泉（2006年10月）
  - MURAMASA ムラマサ 十一ノ章 伽夢威（2006年12月）
  - MURAMASA ムラマサ 終ノ章 降臨（2007年2月）
- 死刑確定シリーズ（2004年9月 - 2006年8月、東映ビデオ、RIKIプロジェクト）全5作 - 主演・如月優二 / 全5作製作総指揮
- DEATH -流血地獄- 1,2（2004年、東映ビデオ） - 主演・領田我意（ドラッグディーラー）
- 略奪 マネークラッシュ（2004年） - カノウ / イーグル
- 斬人 KIRIHITO（2004年2月25日） - 主演・小田原藩隠密剣士 無玄
- 修羅の血（2004年11月25日） - 鳶 梅沢組八代目組長 梅沢利一
- 炎と氷（2004年12月25日公開、GPミュージアムソフト） - 主演・世羅武雄
- 修羅外道 本家襲撃（2006年） - 天成会行動隊長 真田光司
- 侠鬼（2006年） - 主演・神崎透
- 「影の交渉人 ナニワ人情列伝」シリーズ（2009年 - 2010年）全3作 - 主演・城崎竜二（元・大阪地検特捜部検察官） / 企画・原案
- 標的 TARGET 1,2（2009年）全2作 - 主演・神崎猟（スナイパー）
- 神威〜カムイ〜ギャング・オブ・ライフ（2011年）全2作 - 主演・佐伯シン（警視庁巡査部長）
  - 神威〜カムイ〜ギャング・オブ・ライフ PART Ⅰ（2011年1月）
  - 神威〜カムイ〜ギャング・オブ・ライフ PART Ⅱ（2011年2月）
- ヒロミくん!シリーズ（松竹） - 主演・白鳥ヒロミ ※2作目は映画
  - ヒロミくん!全国総番長への道（2011年4月15日）
  - ヒロミくん!3 〜恐ろし山の亡霊番長〜（2014年）
  - ヒロミくん!4 全国総番長への道 〜母を探して放浪記〜（2015年）
- 極道 龍二（2011年、東映ビデオ）全2作 - 主演・風間龍二 / 企画・原案
- 最強極道伝説 極鬼1,2（2011年・2013年、RIKIプロジェクト） - 主演・鬼島葬祭社長 鬼島五十六
- アウトローズ（2011年）- 槐会九十九一家総長 郡司
- 彷徨う侠たち（2012年） - 主演・侠雄連合蒼龍会会長 蒼井タケシ
- 修羅の挽歌（2012年） - 主演・台村組組長 台村
- Scramble スクランブル〜抗争の死角〜（2013年） - 主演・関西虎牙会 高崎
- 虎狼の大義（2013年、RIKIプロジェクト）全2作 - 主演・翔仁会若頭  芹澤昇司
- 極道刑務所（2014年、RIKIプロジェクト）全2作 - 主演・貴崎（刑務所長）
- 極潰し（2014年、RIKIプロジェクト） - 主演・片桐圭介
- 極サギ シリーズ（2014年11月 - 2015年7月、RIKIプロジェクト）全4作 - 主演・霧島烈導（弁護士）
- 極道たちの野望（2016年、RIKIプロジェクト）全2作 - 主演・五十嵐組幹部鮫島組組長 鮫島明
- 仁義もクソもありゃしねえ!（2021年、RIKIプロジェクト） - 主演・桐生剛（元・河原組若頭）

### テレビアニメ
- 十兵衛ちゃん2 -シベリア柳生の逆襲-（2004年） - 柳生喜多烈斎（喜多歩郎の父）[16]

### 劇場アニメ
- あらしのよるに（2005年、東宝） - ギロ

### 吹き替え
- マッドマックス 怒りのデス・ロード（2015年6月20日公開、ワーナー・ブラザース） - イモータン・ジョー（ヒュー・キース・バーン）[17]
- 猿の惑星/キングダム（2024年5月10日公開、ウォルト・ディズニー・ジャパン） - プロキシマス・シーザー （ケヴィン・デュランド）[18]

### ゲーム
- 龍が如く0 誓いの場所（2015年、PS4・PS3） - 阿波野大樹[19]
- 龍が如く 維新! 極（2023年、PS5・PS4） - 武田観柳斎[20]

### バラエティ番組
- クイズテレビずき!（TBS） - 不定期出演
- 秘密のケンミンSHOW（読売テレビ） - 不定期出演
- 痛快TV スカッとジャパン（フジテレビ） - 不定期出演
- 竹内力、始めました（2016年4月 - 、チャンネルNECO）
- わが心の大阪メロディー（2016年12月13日放送、NHK総合テレビ） - 「欲望の街」を竹内自ら歌唱した。

### 配信番組
- バーチャル竹内力「人類は金だ!!」（2021年10月29日 - 2022年3月4日、YouTube） - 司会

### CM
- 華禅
- ニッシン
- ユーポス （1999年）「難波金融伝・ミナミの帝王」萬田銀次郎&水城拓也（古本新之輔）「帰りは電車編」「帰りはバス編」
- 赤城乳業
  - 「旨チョコミルク」（2005年）
  - 「濃厚旨ミルク・プレミアム旨ミルク」（2007年）
- ヒガシマル醤油
  - 「揚げずにからあげ」（2007年）
- サントリー
  - 「はちみつレモン」
- 住宅情報館
  - ビッグサマーフェア「トントンカンカン篇」（2016年） - りゅうちぇると共演

### PV
- THE冠「エビバディ炎」
- AKB48（NMB48）「HA!」
- グループ魂「竹内力」
- ちゃんみな「WORK HARD」（2025年）[21]

### その他
- チームしゃちほこ「チームしゃちほこ愛の地球祭り 2013 in 愛知県体育館」、「しゃちサマ2014〜神々の祭り〜」 - ライブ中の映像に出演。
- 惡の華 - DVD映像特典に出演。

## 作品

### 製作総指揮・企画・プロデュース・原案（映像作品）
製作総指揮
- 極道甲子園（2004年4月、主演：竹内力）
- ムラマサ シリーズ（2004年5月 - 2007年2月、主演：竹内力）
- 捨て犬（2005年5月、主演：竹内力）
- 幻覚（2005年6月、主演：山口祥行）
- 死刑確定（2004年9月 - 2006年8月、主演：竹内力）
- 殺し屋という名の外科医（2006年12月、主演：竹内力）
- ヒロミくん!全国総番長への道（2012年、主演：竹内力）
- 闇の法執行人（2017年6月10日、9月2日、全6話、J:COMプレミアチャンネル、主演：竹内力）原案・製作総指揮
- 大馬鹿代（2017年6月11日、J:COMプレミアチャンネル、主演：竹内力）原案・製作総指揮
- 極道たちの野望（2018年、主演：竹内力）

企画・原案
- 影の交渉人 ナニワ人情列伝 シリーズ（2009年10月 - 2010年9月、主演：竹内力）
- 極道 龍二（2011年、主演：竹内力）

エグゼクティブ・プロデューサー
- 仁義もクソもありゃしねえ!（2021年、主演：竹内力）

製作
- 欲望の街（2023年）
- 月（2023年）

### プロデュース
- 竹内力100％プロデュース本格麦焼酎「焙り焦がし麦 真政」（2019年、大分・赤嶺酒造場）
- 竹内力フルプロデュース ライスウイスキー「DRAGON BLUE 竜青」世界限定3,000本シリアルナンバー入り（2022年12月9日発売開始、那覇市・久米仙酒造株式会社）構想から発売まで1年半[22]

### 音楽

#### 竹内力 名義
シングル
1. 欲望の街（1995年6月30日／JSDL-29017）
作詞：大和朗／作曲：水島康宏／編曲：BANG　HEADS
2. Underground／欲望の街（1999年1月27日／TODT-5252）
Underground - 作詞：宇崎竜童／作曲・編曲：井上堯之
欲望の街 - 作詞：大和朗／作曲：水島康宏／編曲：井上堯之
3. 仁義〜JINGI〜／終（つい）の道（1999年11月26日／TODT-5382）
仁義〜JINGI〜 - 作詞・作曲：美樹克彦／編曲：大谷幸
終（つい）の道 - 作詞・作曲：美樹克彦／編曲：大谷幸
4. 終（つい）の道／闇に吠えろ!（2000年9月6日／TODT-5387）
終（つい）の道 - 作詞・作曲：美樹克彦／編曲：大谷幸
闇に吠えろ! - 作詞・作曲：竹内力／編曲：山口龍夫
5. 回れトロイカ〜誰もが踊ったフォークダンスはダンスミュージック〜（2013年11月20日／HW-028）
6. 桜のように／別れても離れても（2015年9月16日／TECA-13631）[23]
桜のように - 作詞：竹内力／作曲：吉幾三／編曲：矢野立美
別れても離れても - 作詞・作曲：竹内力／編曲：矢野立美　※『極道たちの野望』主題歌
7. 今夜また逢いに行く／リーゼントブルース〜男の道バージョン〜（2016年7月20日）[24]
今夜また逢いに行く - 作詞：竹内力／作曲：桧原さとし／編曲：矢野立美
リーゼントブルース〜男の道バージョン〜 - 作詞：竹内力／作曲：The Domestics／編曲：矢野立美
8. 恋月夜／紅い川（2017年6月21日／TECA-15767）
恋月夜 - 作詞：伊藤美和／作曲：小田純平／編曲：伊戸のりお
紅い川 - 作詞：伊藤美和／作曲：小田純平／編曲：伊戸のりお

配信限定シングル
1. エンジェル・キッス（2022年2月12日）
2. エンジェル・キッス (Night Remix)（2022年2月23日）

アルバム
1. 欲望の街（マキシコレクション版）（2003年）

#### RIKI 名義
RIKI（アールアイケーアイ リキ）は、竹内力が総合プロデュースした「双子の弟」という設定の人物。
自身による自己紹介の際には、RIKIと書いてR・I・K・I・RIKI（アール・アイ・ケー・アイ・リキ）」と紹介し、メディアにもアール・アイ・ケイ・アイ・RIKIと紹介される。多方面で「RIKIは、竹内本人ではないか?」と触れられるが、当人はあくまでも否定しており、兄の方が3秒早く生まれたと本人が語る。リーゼント姿は、竹内力本人と同じであるがサングラスは必ず着用している。
2007年、RIKIによるデビュー曲となる「魁! ミッドナイト」がリリースがされた。また、この曲のプロモーション活動として『めちゃ×2イケてるッ!』の「やべっち寿司」のコーナーに出演。赤ちゃんの幼児言葉や志村けんのものまねをしたり、岡村隆史とともに長州小力の持ち芸のパラパラ（竹内小力と言われる）を踊ったりとひょうきんな一面を見せ、同番組のナレーターに「あまりのギャップの差に全国民が度肝を抜いた」と言われた。
シングル
1. 魁!ミッドナイト（2007年11月7日）「タイガー&ドラゴン」のカバーも収録
2. 紅のバックファイヤー（2008年2月27日） - ゲーム「全国デコトラ祭り」イメージソング。
3. MA・TSU・RI（2008年8月6日） - カップリング「リーゼントブルース」は横浜ベイスターズの三浦大輔に捧げるテーマソング。
4. SuperWave（2008年12月3日） -  PVには「池乃めだか」が友情出演。

アルバム
1. 全国制覇（2009年10月7日） - モーニング娘。の「LOVEマシーン」のカバーを収録。m-floのVERBALなどがゲスト参加。
2. 男唄（2010年8月25日） - ドン・キホーテ限定盤あり。

### DVD
- GET UP（2005年5月27日、Softgarage） - 竹内のプロモーションビデオ。アクションショートムービーの他、PV全4曲「終の道」「闇に吠えろ!」「Underground」「欲望の街」を収録.